# Симертон (Іллінойс)
Симертон (англ. Symerton) — селище (англ. village) в США, в окрузі Вілл штату Іллінойс. Населення — 128 осіб (2020).

## Географія
Симертон розташований за координатами 41°19′41″ пн. ш. 88°3′15″ зх. д. / 41.32806° пн. ш. 88.05417° зх. д. (41.328004, -88.054042).  За даними Бюро перепису населення США в 2010 році селище мало площу 0,12 км², уся площа — суходіл.

## Демографія
Згідно з переписом 2010 року, у селищі мешкало 87 осіб у 34 домогосподарствах у складі 22 родин. Густота населення становила 736 осіб/км².  Було 38 помешкань (322/км²).
Расовий склад населення:
| - 100,0 % — білих |

До двох чи більше рас належало 0,0 %. Частка іспаномовних становила 1,1 % від усіх жителів.
За віковим діапазоном населення розподілялося таким чином: 23,0 % — особи молодші 18 років, 70,1 % — особи у віці 18—64 років, 6,9 % — особи у віці 65 років та старші. Медіана віку мешканця становила 33,3 року. На 100 осіб жіночої статі у селищі припадало 141,7 чоловіків;  на 100 жінок у віці від 18 років та старших — 139,3 чоловіків також старших 18 років.
Середній дохід на одне домашнє господарство  становив 60 076 доларів США (медіана — 56 250), а середній дохід на одну сім'ю — 61 917 доларів (медіана — 67 917). Медіана доходів становила 51 250 доларів для чоловіків та 23 750 доларів для жінок. За межею бідності перебувало 25,2 % осіб, у тому числі 55,6 % дітей у віці до 18 років та 11,1 % осіб у віці 65 років та старших.
Цивільне працевлаштоване населення становило 42 особи. Основні галузі зайнятості: виробництво — 33,3 %, мистецтво, розваги та відпочинок — 16,7 %, будівництво — 16,7 %.